# Odprta meja
Odprta meja je meja, ki omogoča prosti pretok ljudi med različnimi jurisdikcijami z omejenim ali neomejenim gibanjem. Meja je lahko odprta zaradi namernega omogočanja prostega pretoka ljudi ali pa kot posledica neustreznega izvrševanja jurisdikcije. Odprta teritorialna meja omogoča prosti pretok ljudi med dvema ali več različnimi državami. 
Primer: Taka odprta meja je posledica odprtja mednarodnih mej med članicami Evropske Unije, kar je omogočilo prost pretok z zelo malo omejitvami.
Odprta civilna meja omogoča prost pretok ljudi znotraj države med različnimi zveznimi državami ali regijami. 
Primer take meje so Združene države Amerike, kjer so medržavne meje odprte z zelo malo omejitvami. 
Besedna zveza "odprte meje" velja samo za pretok ljudi, ne nanaša se na pretok blaga in storitev. Podobni koncept odprtih meja, ki omogočajo prost pretok blaga in storitev je prosta trgovina.
Praviloma imajo države z odprtimi mejami omogočeno tudi prosto trgovino, medtem ko imajo nekatere države omogočeno le prosto trgovino.

## Različni tipi meja
Pogojno odprta meja je meja, ki omogoča pretok ljudi čez mejo, ki ima določene pogoje. Za prestop pogojno odprte meje je po navadi potrebno vložiti zahtevek, kjer vlagatelj navede primer o izpolnjevanju pogojev za prestop meje. Primer pogojno odprte meje je meja države, ki omogoča pretok prosilcev za azil, bodisi zaradi spoštovanja konvencije o beguncih iz leta 1951 ali mednarodnega prava, ki omogoča ljudem prečkanje meje zaradi bega pred nevarnostjo ali življenjske ogroženosti.

### Nadzorovana meja
Nadzorovana meja je meja, ki omogoča pretok ljudi med različnimi juresdikcijami, vendar vsebuje določene pogoje, včasih tudi pomembne omejitve. Ta tip meje lahko zahteva od osebe ki prečka mejo, pridobitev vizuma ali pa v nekaterih primerih dovoli krajše obdobje potovanje brez vizuma.
Nadzorovana meja ima vedno kakšno metodo dokumentiranja in spremljanja gibanja ljudi čez mejo. Za kasnejše sledenje in preverjanje skladnosti s pogoji povezanimi z vizumom ali katerimi koli pogoji o prečkanju meje. Postavlja omejitve kaj lahko človek ,ki prečka mejo dela. To je vidno pri omejitvah pri zaposlovanju in tudi določa dolžino/časovno obdobje koliko dni lahko oseba legalno ostane v državi. 
V večini primerih taka meja zahteva nekakšne pregrade, kot so reke, oceani ali ograje, ki omogočajo da se mejne kontrole ne more obiti. Ljudje morajo tako mejo prestopiti pri pooblaščenih mejnih prehodih, kjer se lahko ustrezno spremlja kakršnekoli mejne pogoje.
Glede na velik pretok ljudi zaradi služb, počitnic, šolanja in ostalih razlogov, nadzorovana meja zahteva notranje kontrole in izvrševanje z namenom zagotavljanja, da ljudje ki so vstopili v državo dejansko 
delujejo v skladu z zahtevami prestopa in ne prekoračijo dovoljenega časa za bivanje v državi.
Večina mednarodnih meja je nadzorovanih meja. 
Kjer pa je pomankanje ustreznega notranjega izvrševanja ali pa so meje kopenske, takrat ta del meje ostaja odprt do te mere, da ga smatramo za odprto mejo. 

#### Primeri nadzorovanih meja
Združene džave Amerike in Mehika delita nadzorovano mejo.
Meja med Indijo in Bangladešom je v procesu spreminjanja iz odprte v nadzorovano mejo z ograjevanjem. Indija želi ograjeno mejo z namenom kontroliranja pretoka ljudi med državama in preprečevanja ilegalnih migracij iz Bangladeša.

### Zaprta meja
Zaprta meja je meja, ki preprečuje pretok ljudi med različnimi juresdikcijami z omejenim ali pretokom brez izjem. Take meje imajo po navadi ograje ali zidove, pri katerih so kakršnikoli vhodi zaprti. 
Ta mejna vrata se odprejo po navadi le za pretok ljudi v izjemnih okoliščinah. Najbolj znan še vedno obstajajoč primer zaprte meje je demilitarizirana cona med Severno in Južno Korejo.
Tudi Berlinski zid se lahko imenuje "zaprto mejni".

## Argumenti za odprte meje
Zagovorniki odprtih meja pravijo da je to najučinkovitejši način da zmanjšamo svetovno revščino. Migranti iz razvijajočih se držav lahko zaslužijo višje plače po preselitvi v bolj razvite države.
Prav tako pa pošiljajo denar svojim sorodnikom v domače države.